# Dieter Scheibel
Dieter Scheibel (* 29. September 1950 in Friedberg/Hessen) ist ein deutscher Maler und Grafiker. Er lebt und arbeitet in Ober-Mörlen.

## Leben
Nach seiner Lehre als Buchdrucker von 1967 bis 1969, besuchte er von 1970 bis 1976 die Hochschule für Gestaltung in Offenbach am Main, welche er erfolgreich abschloss. Scheibel war anschließend als Illustrator und Layouter für die Zeitschrift Graffiti tätig.
Seit 1980 begann er öffentlich auszustellen und drei Jahre später wurde Scheibel Mitglied des BBK Frankfurt. Einige seiner Werke befinden sich im Besitz der Stadt Hanau und Frankfurt sowie dem Kreishaus Friedberg.

## Ausstellungen
Auswahl seiner Einzelausstellungen und Ausstellungsbeteiligungen:

### Personalausstellungen
- Galerie Besler, Frankfurt
- ISI, Bad Nauheim
- Uniewskie, Dortmund
- Buch und Kunst, Rimbach
- BMW Technik, München
- Galerie 12, Stuttgart
- Galerie von Falken, Glendale (USA)
- Kaleidoskop-Galerie, Pfungstadt

### Gruppenausstellungen
- Jahresausstellung Frankfurter Künstler in Jeddah und Kairo
- Künstlerbörse Bochum
- Buchmesse Frankfurt
- Edition 1/90, Basel
- 30 Jahre Galerie Daberkow

## Arbeiten für Bücher und Zeitschriften
- Graffiti Nr. 1-3
- Abhauen, Rowohlt Verlag
- Treffpunkt Deutsch, Winklers Verlag Gebrüder Grimm
- Weltbilder, Landesinstitut für Schule und Weiterbildung